# Conjuration
Conjuration è il terzo EP della band blackened death metal polacca Behemoth. Le prime tre tracce sono state registrate tra Giugno e Settembre del 2002. Le tracce live sono state registrate al Mystic Festival il 13 ottobre 2001.La masterizzazione dell'album è stata effettuata agli High End Studio nel Giugno del 2003.

## Tracce
1. Conjuration Ov Sleep Daemons – 3:24
2. Wish (Nine Inch Nails cover) – 3:37
3. Welcome To Hell (Venom cover) – 3:15
4. Christians To The Lions (live) – 3:49
5. Decade Ov Therion (live) – 3:47
6. Antichristian Phenomenon (live) – 5:03
7. Chant for Eschaton 2000 (live) – 6:45

## Formazione
- Nergal - chitarra, voce
- Havok - chitarra
- Novy - basso
- Inferno - batteria e percussioni